# Les Velluire-sur-Vendée
Les Velluire-sur-Vendée sont une commune nouvelle française située dans le département de la Vendée, en région des Pays-de-la-Loire.
La commune résulte de la fusion des communes du Poiré-sur-Velluire et de Velluire au 1er janvier 2019.

## Géographie
Le territoire municipal des Velluire-sur-Vendée s'étend sur 2 660 hectares. Les niveaux d'altitude de la commune nouvelle fluctuent entre 0 et 42 mètres.
La commune nouvelle regroupe les communes du Poiré-sur-Velluire et de Velluire, qui deviennent des communes déléguées, le 1er janvier 2019. Son chef-lieu se situe au Poiré-sur-Velluire.

### Localisation
Le chef-lieu de la commune nouvelle, Le Poiré-sur-Velluire, se situe au sud-est du département de la Vendée.
| Le Langon          |                     | Auchay-sur-Vendée |
| La Taillée         | Velluire-sur-Vendée | Montreuil         |
| Le Gué-de-Velluire |                     | Vix               |

### Hydrographie
La Vendée traverse la commune, au milieu des deux anciennes communes.

### Climat
Pour des articles plus généraux, voir Climat des Pays de la Loire et Climat de la Vendée.
En 2010, le climat de la commune est de type climat océanique franc, selon une étude du CNRS s'appuyant sur une série de données couvrant la période 1971-2000. En 2020, Météo-France publie une typologie des climats de la France métropolitaine dans laquelle la commune est exposée à un climat océanique et est dans la région climatique Littoral charentais et aquitain, caractérisée par une pluviométrie élevée en automne et en hiver, un bon ensoleillement, des hivers doux (6,5 °C), soumis à la brise de mer.
Pour la période 1971-2000, la température annuelle moyenne est de 12 °C, avec une amplitude thermique annuelle de 14,5 °C. Le cumul annuel moyen de précipitations est de 829 mm, avec 12,2 jours de précipitations en janvier et 6,5 jours en juillet. Pour la période 1991-2020, la température moyenne annuelle observée sur la station météorologique de Météo-France la plus proche, sur la commune de Marans à 13 km à vol d'oiseau, est de 13,2 °C et le cumul annuel moyen de précipitations est de 739,6 mm,. Pour l'avenir, les paramètres climatiques de la commune estimés pour 2050 selon différents scénarios d'émission de gaz à effet de serre sont consultables sur un site dédié publié par Météo-France en novembre 2022.

## Urbanisme

### Typologie
Au 1er janvier 2024, Les Velluire-sur-Vendée est catégorisée bourg rural, selon la nouvelle grille communale de densité à sept niveaux définie par l'Insee en 2022.
Elle est située hors unité urbaine. Par ailleurs la commune fait partie de l'aire d'attraction de Fontenay-le-Comte, dont elle est une commune de la couronne,. Cette aire, qui regroupe 30 communes, est catégorisée dans les aires de moins de 50 000 habitants,.

## Histoire
La commune est créée au 1er janvier 2019 par un arrêté préfectoral du 17 août 2018,.

## Politique et administration

### Liste des maires
| Période        | Période     | Identité      | Étiquette | Qualité                                                                 |
| -------------- | ----------- | ------------- | --------- | ----------------------------------------------------------------------- |
| 3 janvier 2019 | 18 mai 2020 | Alain Remaud  | DIV       | Militaire à la retraite Maire délégué du Poiré-sur-Velluire (2019-2020) |
| 18 mai 2020    | En cours    | Laurent Dupas |           | Postier                                                                 |

### Communes déléguées
| Nom                           | Code Insee | Intercommunalité        | Superficie (km2) | Population (dernière pop. légale) | Densité (hab./km2) |
| ----------------------------- | ---------- | ----------------------- | ---------------- | --------------------------------- | ------------------ |
| Le Poiré-sur-Velluire (siège) | 85177      | Pays-de-Fontenay-Vendée | 17,02            | 660 (2016)                        | 39                 |
| Velluire                      | 85299      | Pays-de-Fontenay-Vendée | 9,58             | 715 (2016)                        | 75                 |

## Population et société

### Démographie
L'évolution du nombre d'habitants est connue à travers les recensements de la population effectués dans la commune depuis 2016. Pour les communes de moins de 10 000 habitants, une enquête de recensement portant sur toute la population est réalisée tous les cinq ans, les populations de référence des années intermédiaires étant quant à elles estimées par interpolation ou extrapolation. Pour la commune, le premier recensement exhaustif entrant dans le cadre du nouveau dispositif a été réalisé en 2016.

En 2022, la commune comptait 1 366 habitants, en évolution de −0,65 % par rapport à 2016 (France hors Mayotte : +2,11 %).
| 2016  | 2021  | 2022  |
| ----- | ----- | ----- |
| 1 375 | 1 372 | 1 366 |

## Culture locale et patrimoine

### Lieux et monuments
- Église Saint-Nicolas.
- Église Saint-Jean-Baptiste.
- Château de Chastellier-Barlot du XIIe siècle modifié fin du XVIe.
- Réserve naturelle régionale du Marais communal du Poiré-sur-Velluire.

### Héraldique
| Blason de Les Velluire-sur-Vendée | Blason  | Écartelé : au 1er de sable à trois croisettes pattées d'argent, au 2e de sinople au château donjonné de trois tourelles d'or, maçonné de sable, au 3e de sinople au portail d'église d'argent, au 4e d'or à cinq fusées de gueules accolées en fasce ; sur le tout, d'azur à la barre ondée d'argent. |
| Blason de Les Velluire-sur-Vendée | Détails | Armoiries composées par Raphaël Vaubourdolle, adoptées par la municipalité en décembre 2019. |